# Batalla de Campo Amalia
La Batalla de Subachoque, conocida también como Batalla de Santa Bárbara o Batalla de Campo Amalia, fue un enfrentamiento militar librado el 25 de abril de 1861 en el municipio de Subachoque, y forma parte de la  guerra civil de 1860 a 1862 entre las fuerzas liberales y conservadoras.
El 8 de mayo de 1860, los liberales del Estado Federal del Cauca, gobernado por el general Tomás Cipriano de Mosquera, se alzaron en armas contra el gobierno del presidente Mariano Ospina Rodríguez en Popayán. De inmediato los rebeldes iniciaron sus ataques contra los núcleos gubernamentales en Estado Federal de Cundinamarca, Santander y Antioquia sin mucho éxito. A finales de agosto cayó Popayán lo que forzó a Mosquera a negociar una capitulación condicional en Manizales pero los acuerdos de esta fueron rechazados por Ospina quien se consideraba seguro de su victoria militar y creyó innecesario negociar para lograrla.
Sin embargo, durante la tregua que se dio el líder liberal reagrupo sus fuerzas y a inicios de 1861 recuperó Popayán y empezó a avanzar al interior del país. El gobierno central decidió enviar un poderoso ejército de 5.000 efectivos al mando del general veterano Joaquín París Ricaurte a enfrentarlo.
Cuando el ejército liberal llegó al Cundinamarca tras atravesar el río Magdalena por Ambalema y Honda, se da armisticio de Chaguaní, roto el armisticio; Mosquera debe salir del Valle de Villeta, para buscar una vía a Bogotá. El ejército confederado tapa todas las entradas a la capital, menos una porque la creyeron inaccesible: la del alto del Raizal, y es la que escoge Mosquera para subir con su ejército para dirigirse hacia la Sabana de Bogotá. Ante los ojos asombrados del ejército del Gobierno, aparecen el ejército liberal en Subachoque. París decidió detenerlo cerca de ahí, al pie del cerro de Santa Bárbara, las tropas liberales llamarían a ese lugar como Campo Amalia en honor a la hija de su comandante.
La batalla fue feroz y duró de las siete de la mañana a las siete de la tarde, llegando en un momento que Mosquera se extravió de sus hombres, debido a que su caballo fue herido y solo la acción del coronel Simón Arboleda, evitó su captura o muerte, al cederle su caballo.
Hubo unos mil muertos y una cifra similar de heridos. Ambos ejércitos quedaron destrozados y desmoralizados, por lo que permanecieron el día siguiente en sus campamentos. Tras esto se acordó una tregua de tres días para enterrar a sus hombres y rescatar a sus heridos.
Las altas bajas forzaron a Mosquera a esperar en el sitio del Codito a los 800 soldados de refuerzos de Santos Gutiérrez traídos de Tunja para seguir avanzando, tras ellos marchan a la Toma de Bogotá, donde entró el 18 de julio mientras Ospina y sus seguidores intentaron escapar a Antioquia, región que se convirtió en el principal baluarte conservador. Pero fueron hechos prisioneros en el camino.
Derrocado el gobierno anterior, Mosquera estableció uno liberal bajo su dirección y empezó a acabar uno por uno con la resistencia conservadora, la que fue definitivamente derrotada en la primera batalla de Santa Bárbara de Cartago al año siguiente.